# Apanteles riograndensis
Apanteles riograndensis är en stekelart som beskrevs av Brethes 1920. Apanteles riograndensis ingår i släktet Apanteles och familjen bracksteklar. Inga underarter finns listade i Catalogue of Life.